# Jason Raize
Jason Raize, pseudonimo di Jason Raize Rothenberg (Oneonta, 20 luglio 1975 – Yass, 3 febbraio 2004), è stato un attore, doppiatore e cantante statunitense.
Da bambino fu adottato. Fu nominato Goodwill ambassador per il United Nations Environment Programme negli Stati Uniti. Lavorò come attore e doppiatore in pochi film durante la sua breve vita. Ebbe anche esperienze teatrali, ed è conosciuto soprattutto per essere stato il primo Simba nella produzione di Broadway del musical Il Re Leone. Come doppiatore lavorò nel film Koda, fratello orso nel 2003 nella parte di Denahi.
Nel 2004, all'età di 28 anni, si è suicidato impiccandosi in un capannone in Australia.

## Filmografia
- Kitchen, regia di Andre Degas – film TV (2001)
- Koda, fratello orso, regia di Robert Walker e Aaron Blaise (2003) - voce